# Градище-при-Орможу
Градище-при-Орможу (словен. Gradišče pri Ormožu) — поселення в общині Светий Томаж, Подравський регіон‎, Словенія.